# Polypodium loriceum
Polypodium loriceum là một loài thực vật có mạch trong họ Polypodiaceae. Loài này được L. miêu tả khoa học đầu tiên năm 1753.